# Халколиванов, Иван Егорович
Иван (Иоанн) Егорович Халколиванов (1814—1882) — протоиерей Русской православной церкви, педагог и духовный писатель.

## Биография
Иван Халколиванов родился в 1814 году в семье священника Саратовской епархии. С 1830 по 1836 год он обучался в Саратовской духовной семинарии, а довершал свое образование в Московской духовной академии, где в 1840 году окончил курс третьим магистром и в том же году был назначен преподавателем словесности во вновь открытую тогда Симбирскую семинарию.
В 1845 году он был рукоположен во священника к Казанско-Богородицкому собору города Самары, бывшего тогда ещё уездным городом Симбирской губернии, и вскоре был возведен в сан протоиерея. С этого времени начинается его широкая педагогическая, пастырская и административная деятельность, обнаружившая его далеко не дюжинные способности, неутомимую энергию, твердый, неподкупно честный характер и жизнь вполне достойную истинного пастыря христовой церкви. Он уже тогда был и первоприсутствующим в местном духовном правлении, и благочинным градских церквей, и цензором проповедей, и катехизатором, и миссионером, и ректором уездного и приходского училищ. 

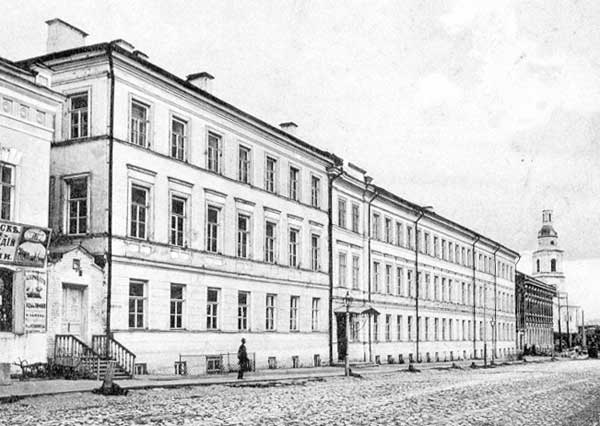
Симбирская духовная семинария

Когда в 1851 году Самара стала губернским епархиальным городом, с присоединением к ней, для образования губернии и епархии, нескольких уездов из прежнего состава Симбирской, Саратовской и Оренбургской губерний, тогда деятельность И. Е. Халколиванова еще более расширилась. Он принял самое живое и деятельное участие в учреждении Симбирской духовной семинарии и Симбирского епархиального женского училища, причем сам в них по нескольку лет был преподавателем различных предметов, но отказавшись быть законоучителем и местных уездного училища и гимназии.
При участии Ивана Егоровича Халколиванова, вместо Казанско-Богородицкого, Спасо-Вознесенский храм был сделан кафедральным собором, и он был назначен в нём кафедральным протоиереем. При открытии Самарской духовной консистории, как главного органа епархиального управления, Халколиванов стал первоприсутствующим членом её и до конца жизни был советником, строгим и верным исполнителем правительственных распоряжений, блюстителем законов справедливости и неутомимым тружеником, так что накануне смерти с чистою совестью мог сказать, выходя из присутствия консистории, что у него «не осталось ни одной бумаги неисполненною». 

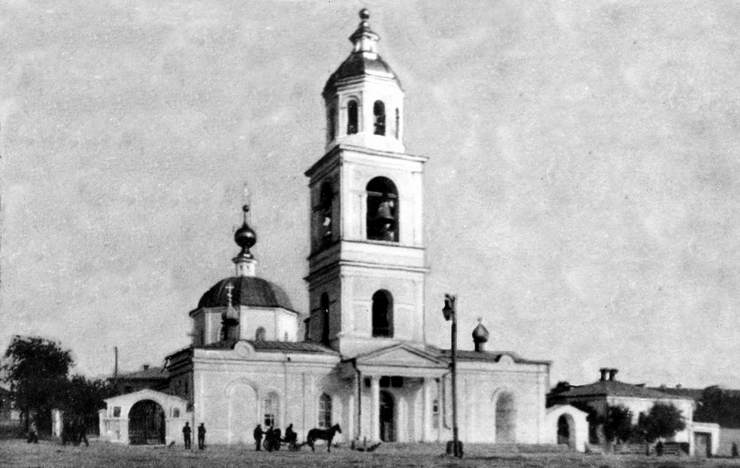
Самара. Хлебная площадь. Казанский собор («Старый собор»); ок. 1890

Как миссионер, он своими увещаниями, целесообразным действованием и неутомимою энергиею достиг того, что многие раскольники присоединились к православию на правилах единоверия. Как педагог, он обладал замечательным умением говорить с детьми по-детски, а с взрослыми более серьезно и увлекать тех и других к внимательному слушанию и уважению себя. Вообще это был человек, всю свою жизнь полагавший на служение благу общему и не щадивший себя ради этого блага. Иван Егорович Халколиванов и скончался в этом служении 1 (13) февраля 1882 года через четыре часа после совершенного им с обычным благоговением всенощного бдения под праздник Сретения Господня в Казанско-Богородицком храме, в котором некогда начал свое служение в священном сане.
Пользуясь общим уважением в городе, как вполне достойный деятель на поприще общественного служения, он был постоянно во внимании и у высшего духовного начальства и получил все, возможные в его положении, награды, от скуфьи до ордена Святого Владимира 3 степени и палицы; имел также наперсный крест с драгоценными камнями из Кабинета Его Величества.
Как человек весьма умный и высокообразованный, Халколиванов сделался известным и на учёно-литературном поприще.